# Ari Rasilainen
Ari Petteri Rasilainen (18 februari 1959, Helsinki) is een Finse dirigent en violist
Hij kreeg zijn dirigeeropleiding aan de Sibeliusacademie in Helsinki van Jorma Panula ,en Arvid Janssons in Berlijn; vioollessen van Aleksandr Labko (Berlijn). 
Rasilainens muzikale carrière begon als tweede violist van het Fins Radiosymfonieorkest en later het Filharmonisch Orkest van Helsinki (1980-1986), daarnaast trad hij op in diverse kamerensembles. Zijn eerste serieuze poging als muzikaal leider kreeg hij bij het Lappeenranta stadsorkest (1985–1989) en werd daarna eerste gastdirigent bij het Tampere Philharmonisch Orkest (tot 1994). Vanaf 1994 tot 2002 was hij chef-dirigent bij het Noorse Radiosymfonieorkest, een baan die hij combineerde met dezelfde functie bij het Jyväskylä Sinfonia (1994-1998). Dat orkest werd opgevolgd door het Pori Sinfonietta (1999–2005).
Zijn eerste grote orkest kwam met ingang van het seizoen 2002–2003; hij werd muzikaal leider van de Staatsfilharmonia van Rheinland-Pfalz. Sindsdien steeg zijn ster. Hij was regelmatig te gast bij het Aalborg Symfonieorkest en ontving hij uitnodigingen van orkesten uit geheel Europa. Daarbij maakt inmiddels ook de opera deel uit van zijn repertoire. Lohengrin, Die Zauberflöte en Tosca hebben op zijn lessenaar gelegen; in 2005 leidde hij de première van Aulis Sallinen Der Reitermann. 
In diezelfde tijd ondernam hij met zijn orkest Rheinland-Pfalz concertreizen naar China. Opnamen onder leiding van Raisilainen verschenen bij het ter ziele gegane Finlandia Records en CPO .